# Бирон, Бенигна Готлиба

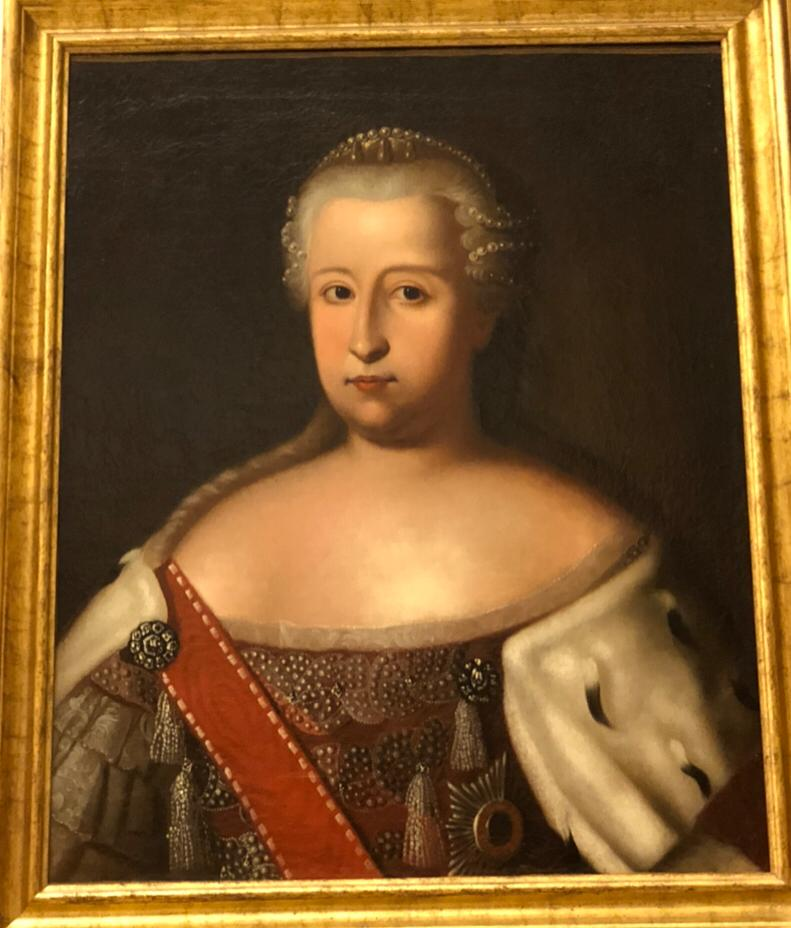
Портрет работы неизвестного русского художника II половины XVIII века. Коллекция музея Кусково

Герцогиня Бенигна Готлиба Бирон (15 (26) октября 1703 — 5 (16) ноября 1782) — супруга герцога Курляндского Эрнста Иоганна Бирона.

## Биография
Родилась 15 (26) октября 1703 года. Дочь курляндского дворянина Вильгельма Тротта фон Трейдена (нем. Trotta, genannt Treyden).
В 1720 году она стала фрейлиной (фр. dame d’honneur) при дворе герцогини курляндской Анны Иоанновны, а через три года после этого вышла замуж за Эрнста Иоганна Бирона. Сохранились очень нежные письма к ней Бирона 1721 и следующих годов; он её называл «einzige auserwahlte Seele». По словам современников, Бирон женился на Бенигне Готлибе против воли её родственников, но с согласия герцогини, имевшей в виду, как передают, предупредить слухи касательно отношений к ней Бирона. Бенигна Готлиба была некрасива и болезненна; лицо её было испорчено оспою, хотя, как отмечала жена английского посланника леди Рондо: «у неё прекрасный бюст, которого я никогда не видела ни у одной женщины». Во время коронования Анны Иоанновны супруга Бирона значилась уже в числе статс-дам Императрицы, а затем играла очень видную роль при дворе. Сестра Бенигны Готлибы Текла (Фекла, Thekla) была выдана Бироном замуж за верного ему генерала Лудольфа Августа фон Бисмарка.
Когда муж её получил герцогство, она была пожалована званием кавалерственной дамы (1740, вторично 1760). Около 1737 года леди Рондо писала о герцогине Бирон как о женщине высокомерной и угрюмой; её все ненавидели, но из страха оказывали ей почтение: 

Если признаться, то я, которая считаюсь её любимицей и, как думаю, больше всех пользуюсь её благосклонностью, я не чувствую к ней в сердце своём того, что называется почтением… Она не вмешивается в государственные дела, но показывает, что всё время, остающееся от личной службы Императрице, употребляет на воспитание детей и на работу; она редко бывает в обществах, не отличается особенным умом, однако ж и не глупа; любит наряды— 28-е письмо Леди Рондо
Действительно, на наряды герцогиня Бирон употребляла огромные деньги; так, за несколько дней до свержения её супруга с регентства она заказала себе платье, унизанное жемчугом, ценой в 100 000 рублей; гардероб её ценился в полмиллиона, а обыкновенно носимые ею бриллианты — в два миллиона. Когда герцогу встречалась надобность по делам отлучаться от Императрицы, то при ней оставалась на это время герцогиня или её дети, так что все поступки и речи Анны Иоанновны доводились тотчас до сведения Бирона. Императрица часто делала ей ценные подарки. В 1734 году Линар писал королю Августу III, что ей надо подарить богато украшенный портрет; чтобы этот подарок, «был отличен от ежегодно делаемых ей Императрицей, он должен быть не дешевле 1200 рублей».
Во время ареста регента пострадала и его жена. Когда муж её был схвачен гренадерами, герцогиня в одной рубашке выбежала на улицу вслед за своим мужем, увлекаемым солдатами. Один из них притащил её, полумёртвую от страха и окоченевшую от холода, к Манштейну и спросил, что с нею делать. Манштейн велел отвести герцогиню обратно во дворец, но солдат просто бросил её в снег. Караульный капитан, увидев герцогиню в этом положении, приказал одеть её и отнести в комнаты, где приставили к ней часовых. 9 ноября герцогиня с супругом была отправлена в Шлиссельбургскую крепость и затем сопровождала мужа во всех его скитаниях, а в 1763 году вернулась с ним в Митаву, где и оставалась до смерти 5 (16) ноября 1782 года.
Герцогиня Бенигна и её дочь были искусны в рисовании и женских рукоделиях; в Ярославле начали они вышивать на шёлковой материи изображения сибирских инородцев. Этой материей ещё в начале XX века были обиты стены одной комнаты Митавского замка. Кроме того, во время ссылки герцогиня Бенигна сочинила на немецком языке несколько стихотворений духовного содержания, которые были изданы в Москве в 1777 году под заглавием: «Eine grosse Kreuztragerin».
Дети: Пётр (1724—1800) — последний герцог Курляндии, Гедвига Елизавета (1727—1797) — гофмейстерина императрицы Елизаветы Петровны, Карл Эрнст (1728—1801).